# 린 그리핀

린 그리핀(Lynne Griffin, 1952년 9월 17일 ~ )은 캐나다의 배우, 성우이다.
토론토에서 태어났다.

## 출연 작품
- 화씨 451 (2018년)
- 퍼 크레이지 (2013년)
- 드림 하우스 (2011년) - 새디 역
- 사랑이 부족할 때: 로이스 윌슨 이야기 (2010년)
- 빨간머리 앤 - 새로운 시작 (2008년)
- Santa Baby (2006)
- 펠리시티: 언 아메리칸 걸 어드벤처 (2005년)
- 벅스 (2003년)
- 섀터드 시티: 핼러팩스 폭발 (2003년)
- 바이러스 전쟁 (2003년)
- 사랑의 전쟁 (2000년)
- 힛팅 홈 (1987년)
- 스미스의 환생 (1985년)
- 스트레인지 브루 (1983년)
- 격정의 프라하 (1981)
- 남자 간호원 (1980, Mr. Patman)
- 블랙 크리스마스 (1974)
- 미녀 배우 (1983)

### 텔레비전
- 호보 (1979-82)
- 뉴욕경찰 24시 (1993)
- 머독 미스터리 (2004, 2014)
- 로스트 걸 (2010)
- 웨어하우스 13 (2012)
- 더 보이즈 (2020)